# Aglaé Auguié
Aglaé Auguié, född 1782, död 1854, var en fransk hovfunktionär.
Hon var dotter till godsägaren Pierre-César Auguié och Adélaïde Auguié och systerdotter till Henriette Campan. Hennes mor begick självmord för att undgå arrestering under skräckväldet 1794 och hon blev omhändertagen av sin moster. 
Hon gifte sig 1802 med marskalk Michel Ney. Hon tjänstgjorde som hovdam åt kejsarinnan Joséphine de Beauharnais 1804-1809 och kejsarinnan Marie Louise av Österrike 1810-1814. 
Efter Napoleons slutliga fall och hennes makes avrättning 1815 levde hon under övervakning av hemliga polisen. Hon levde flera år i Italien. Hon återvände till Frankrike 1819. Under julimonarkin 1830 fick hon statlig pension som änka efter en marskalk då julimonarkin ville kompensera för den bourbonska restaurationsmonarkins stränga politik. 